# Halme basifusca
Halme basifusca là một loài bọ cánh cứng trong họ Cerambycidae.